# Сакья (уезд)
Сакья (тиб. ས་སྐྱ་རྫོང, Вайли: sa skya rdzong, кит. упр. 萨迦县, пиньинь Sàjiā xiàn) — уезд городского округа Шигадзе, Тибетского автономного района, в Китае.

## История
Уезд был создан в 1960 году путём объединения двух тибетских дзонгов.

## Климат
Количество осадков составляет 150-300 мм, безморозный период продолжается около 70-100 дней. Средняя годовая температура на +5,5 °C. Климат полузасушливый, сухой, холодный, ветреный.

## Административное деление
Уезд делится на 2 посёлка и 9 волостей:
- Посёлок Сакья (萨迦镇)
- Посёлок Джединг (吉定镇)
- Волость Сюнмай (雄麦乡)
- Волость Маджа (Мабуцзя) (麻布加乡)
- Волость Сюнма (雄玛乡)
- Волость Зашиганг (扎西岗乡)
- Волость Чэсю (扯休乡)
- Волость Сай (赛乡)
- Волость Лало (拉洛乡)
- Волость Кага (卡嘎乡)
- Волость Мула (木拉乡)